# ماريو غولف: أدفانس تاور
ماريو غولف: أدفانس تاور (بالإنجليزية: Mario Golf: Advance Tour)‏ إسمها في اليابان ماريو غولف: جي بي أي تاور (بالإنجليزية: Mario Golf: GBA Tour)‏ هي لعبة فيديو رياضية من تطوير شركة كامالوت سوفتوير بلانينغ ونشر شركة نينتندو في سنة 2004 لغيم بوي أدفانس.